# Familienmagazine der Familie Dodgson
Die Familienmagazine der Familie Dodgson entstanden von etwa 1845 bis 1862 und enthalten die ersten Werke von Lewis Carroll, der damals noch hauptsächlich unter seinem richtigen Namen Charles Lutwidge Dodgson arbeitete. Bereits als Jugendlicher übernahm er die Rolle des Herausgebers für verschiedene Magazine, die für den Familienkreis bestimmt waren, er war auch Illustrator und lieferte die meisten Textbeiträge in Form von Gedichten und kurzen Prosatexten. Die späteren Magazine enthalten bereits Zeitungsausschnitte mit seinen Werken, die in Lokalzeitungen erschienen waren und in die Familienmagazine aufgenommen wurden. Eine systematische Veröffentlichung der Familienmagazine erfolgte erst lange nach Carrolls Tod.

## Useful and Instructive Poetry
Nützliche und lehrreiche Poesie enthält vor allem Gedichte, die mit einer Moral enden, und entstand um 1845. Text und Illustrationen stammen ausschließlich vom damals etwa 13-jährigen Carroll. Bereits hier findet sich das Wortspiel der beiden Homophone „tale“ (Geschichte) und „tail“ (Schwanz), das später auch in Alice im Wunderland auftaucht. 1954 erschien das Werk als Buch, das Original befindet sich in der Alfred-C.-Berol-Sammlung der Fales Library.

## The Rectory Magazine
Das Pfarrhaus-Magazin (benannt nach dem Pfarrhaus in Croft-on-Tees, in dem die Familie wohnte) entstand um 1845 und enthält neben vielen Beiträgen Lewis Carrolls auch Inhalte seiner Tante Lucy Lutwidge sowie sechs seiner Geschwister. Obwohl es sich bei den Autoren hauptsächlich um die jüngeren Familienmitglieder handelte, war die gesamte Familie Zielgruppe der Magazine. Über ein halbes Jahr hinweg erschienen neun Ausgaben, die anschließend zusammengestellt und mehrfach überarbeitet wurden. Das Werk enthält mehrere Fortsetzungsgeschichten und Gedichte. Das Original befindet sich im Harry Ransom Center der University of Texas at Austin, die das Werk 1975 in kleiner Auflage veröffentlichte.

## Nachfolgemagazine
Auf das Pfarrhaus-Magazin folgten weitere Magazine: The Comet (Der Komet), The Rosebud (Die Rosenknospe), The Star (Der Stern) und The Will-o’-the-Wisp (Das Irrlicht), deren Inhalt laut Carroll aber nicht beachtenswert sei und die zum Teil vernichtet wurden.

## The Rectory Umbrella
Der Pfarrhaus-Schirm hatte wieder mehr Erfolg und entstand ab 1849 oder 1850. Auch hier finden sich wieder Fortsetzungsgeschichten, Gedichte und Zeichnungen, alle von Carroll selbst. Einige Ideen aus diesem Magazin finden sich in späteren Werken Carrolls wieder: So taucht das Problem der Datumsgrenze, das er hier erstmals formuliert, stellte er ein weiteres Mal in den Geschichten mit Knoten und die Methode zur Herstellung schwarzen Lichts, die er in einer Fußnote beschreibt, griff er in Sylvie und Bruno später nochmals auf. Zusammen mit Mischmasch wurde das Magazin 1932 veröffentlicht, das Original befindet sich ebenfalls zusammen mit Mischmasch in der Harcourt-Amory-Sammlung in der Harvard University.

## Mischmasch
Mischmasch entstand 1855 bis 1862, als Carroll bereits in Oxford war. Hier finden sich viele Zeitungsausschnitte mit seinen Werken, die in Lokalzeitungen veröffentlicht wurden. Abgesehen von zwei Gedichten seiner Geschwister stammt der gesamte Inhalt von ihm selbst. Einige der hier enthaltenen Werke fanden später überarbeitet auch Einzug in seine Bücher: So enthält Mischmasch eine frühe Version des Gedichts des angeklagten Herzbuben aus Alice im Wunderland, die erste Strophe von Jabberwocky aus Alice hinter den Spiegeln sowie einige Gedichte, die in Phantasmagoria and Other Poems erschienen. Ein Labyrinth-Rätsel aus Mischmasch wurde durch die Veröffentlichung in Sam Loyd’s Cyclopedia of 5000 Puzzles, Tricks and Conundrums with Answers einem größeren Publikum bekannt.

## Ausgaben
- Useful and Instructive Poetry. Macmillan, 1954.
- The Rectory Magazine. Austin, University of Texas Press, 1975. (online)
- The Rectory Umbrella and Mischmasch. Cassell & Company, 1932. (online)
- The Complete Lewis Carroll. Wordsworth, 1999. ISBN 1-85326-496-2. (online, PDF, 38,19 MB; enthält einen Teil der Werke aus den Magazinen)
- Literarische Werke – 2. Misch & Masch: Erzählungen und Gedichte. Ins Deutsche übertragen von Dieter H. Stündel. Häusser Verlag, Darmstadt, 1996. ISBN 3-89552-014-4. (enthält neben anderen Werken auch einen Großteil der Familienmagazine)